# Amaya (Teksas)
Amaya – jednostka osadnicza w Stanach Zjednoczonych, w stanie Teksas, w hrabstwie Zavala.